# Inocent Irkutski
Inocent Irkutski (1797.–1879.), rođen kao Ivan Venjaminov blizu Irkutska, je pravoslavni svećenik i misionar u Sibiru. Jedan je od najvažnijih pravoslavnih misionara u Sibiru i Aljaski koja je u to doba pripadala Rusiji. Zbog toga je dobio naslov "Apostol Sibira". Sa svojom je obitelji obavio misionarska putovanja na Aleute gdje je naučio mjesne jezike i preveo crkvene napjeve. Nakon smrti supruge Venjaminov se zaredio i promijenio ime u Inocent. Postao je biskup, a kasnije i irkutski nadbiskup (do 1867. kad je premješten u Moskvu). Njegov svetački naslov je "Čudotvorac Inocent Irkutski".